# Saaroa (popolo)

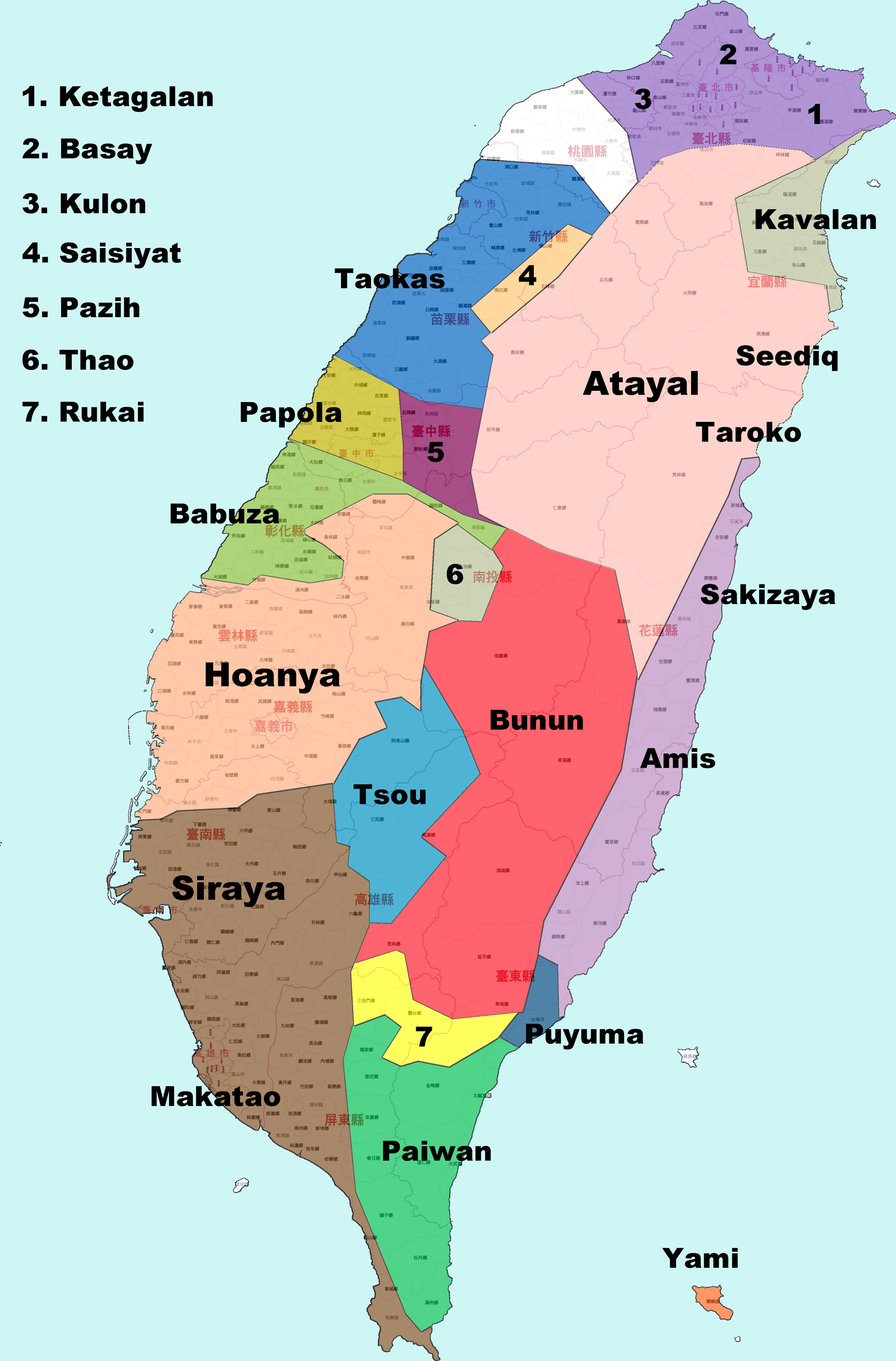
Mappa di Taiwan, con la distribuzione delle etnie. I Saaroa vivono nella zona centro-occidentale (rossa) abitata anche dai Bunun

I Saaroa (沙阿魯阿) o Hla'alua ({拉阿魯哇) sono un popolo indigeno che vive nel centro-sud di Taiwan. È formato oggigiorno da circa 300 persone che vivono in due villaggi (Taoyuan e Kaochung) nel distretto di Taoyuan, della regione di Kaohsiung (Zeitoun & Teng 2014).

Parlano ancestralmente la lingua saaroa, anche se negli ultimi anni la lingua sta estinguendosi, infatti, sta subendo il fenomeno della deriva linguistica verso il Bunun, un'altra delle lingue formosane (cominciatata quando i Bunun sono migrati nei territori abitati dai Saarao), e verso il cinese, per cui sono rimaste pochissime persone a parlarla e di età avanzata.
Il gruppo ha raggiunto il riconoscimento ufficiale da parte del governo di Taiwan nel 2014 con il nome di Hla'alua.